# رابرت فرگوسن (بازیکن فوتبال، زاده ۱۹۰۸)
رابرت فرگوسن (انگلیسی: Robert Ferguson; April quarter 1908 – Unknown) بازیکن فوتبال اهل بریتانیا بود.
از باشگاه‌هایی که در آن بازی کرده‌است می‌توان به باشگاه فوتبال وست برومویچ آلبیون، باشگاه فوتبال نلسون، باشگاه فوتبال بلیث اسپارتانس، و باشگاه فوتبال اشینگتون اشاره کرد.